# Салобелякский район
Салобелякский район — административно-территориальная единица в составе Кировской области РСФСР, существовавшая в 1935—1956 годах. Административный центр — село Салобеляк.

## История
Район был образован постановлением Президиума ВЦИК от 23 января 1935 года из части территории Яранского района.
Салобелякский район был упразднён на основании Указа Президиума Верховного Совета РСФСР от 4 июля 1956 года и решения Яранского райисполкома депутатов трудящихся от 10 июля 1956 года с передачей территории Яранскому району.

## Административное деление
В 1950 году в состав района входило 12 сельсоветов и 190 населённых пунктов:
| № п/п | Сельсовет       | Кол-во НП | Население |
| ----- | --------------- | --------- | --------- |
| 1     | Березниковский  | 13        | 1219      |
| 2     | Верхоижский     | 20        | 2388      |
| 3     | Верхоуслинский  | 14        | 2250      |
| 4     | Высоковский     | 20        | 1742      |
| 5     | Каракшинский    | 17        | 2873      |
| 6     | Лумский         | 15        | 2071      |
| 7     | Мало-Витлинский | 8         | 991       |
| 8     | Салобелякский   | 19        | 3628      |
| 9     | Сердежский      | 25        | 2021      |
| 10    | Турминский      | 10        | 1136      |
| 11    | Шкаланский      | 14        | 2132      |
| 12    | Энгенерский     | 15        | 2132      |